# Psammophis elegans
Psammophis elegans är en ormart som beskrevs av Shaw 1802. Psammophis elegans ingår i släktet Psammophis och familjen snokar.
Denna orm förekommer i västra Afrika från södra Mauretanien och Senegal till Centralafrikanska republiken. Arten lever i låglandet och i bergstrakter upp till 1475 meter över havet. Habitatet varierar mellan torra och fuktiga savanner samt torra skogar. Individerna vistas på marken och klättrar i träd. De har främst ödlor som föda. Honor lägger ägg.
För beståndet är inga hot kända. Hela populationen anses vara stabil. IUCN listar arten som livskraftig (LC).

## Underarter
Arten delas in i följande underarter:
- P. e. univittatus
- P. e. elegans